# رافائل ماجوتی

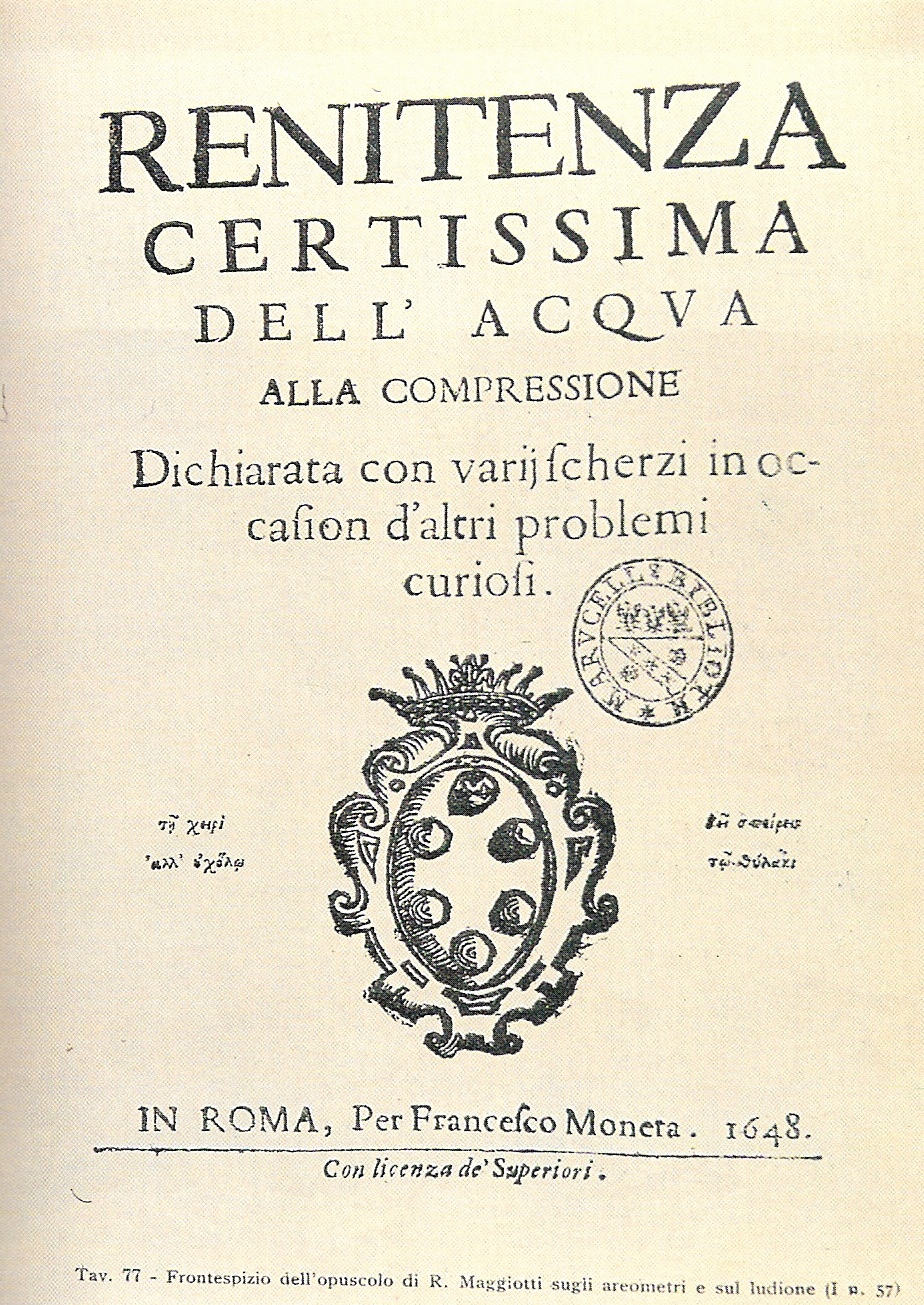
نمای جلد کتاب «مقاومت بسیار مشخص آب در برابر فشرده‌سازی» اثری از رافالو ماگیوتی، دانشمند ایتالیایی - تالیف‌شده در سال ۱۶۴۸

 رافائل ماجوتی (انگلیسی: Raffaello Magiotti؛ زادهٔ ۱۵۹۷ –درگذشتهٔ ۱۶۵۶) ریاضی‌دان، فیزیک‌دان و ستاره‌شناس اهل ایتالیا بود.